# Grindhouse

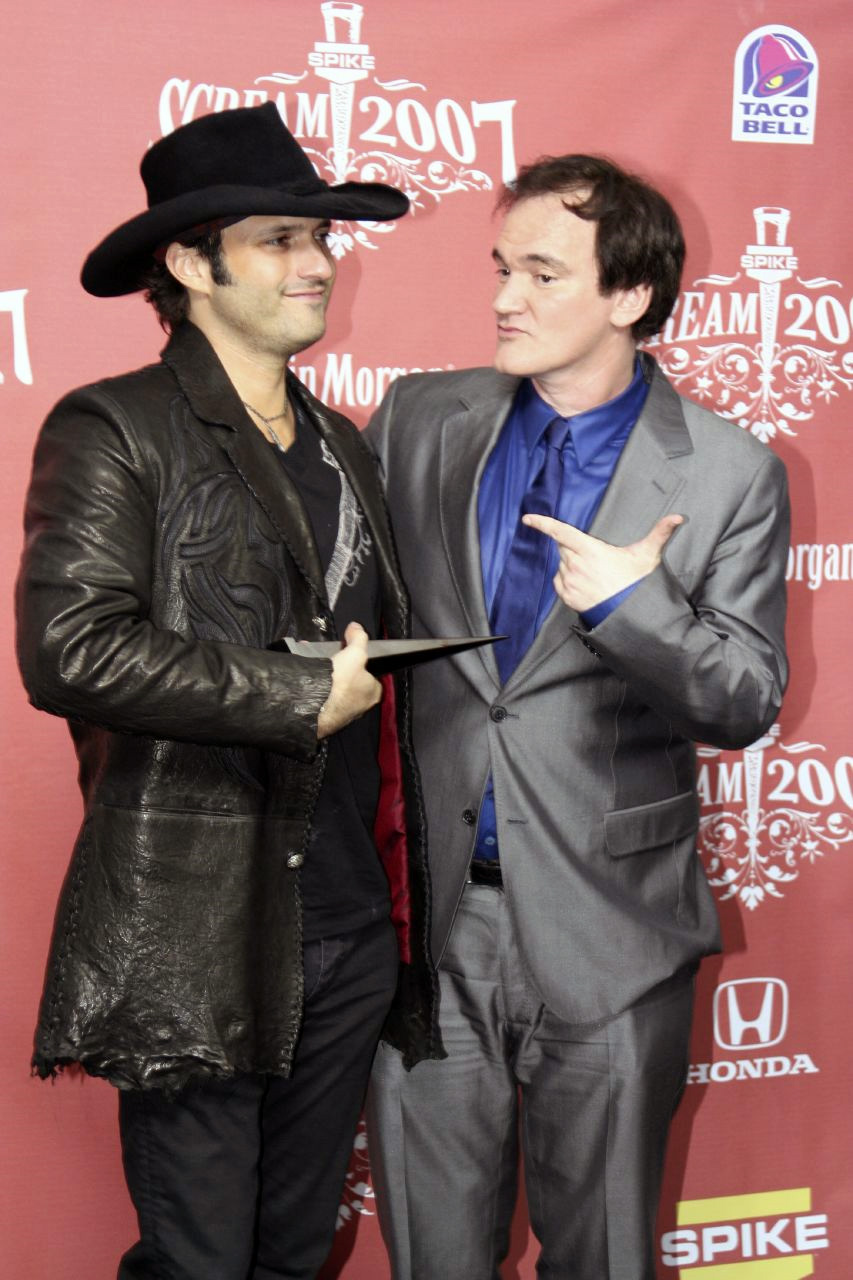
Robert Rodriguez och Quentin Tarantino, regissörerna av Grindhouse.

Grindhouse är en amerikansk action-skräck/exploitation från 2007 av Robert Rodriguez och Quentin Tarantino. Filmen består av två långfilmer, eller segment: Planet Terror av Rodriguez och Death Proof av Tarantino. Mellan de två filmerna visades ett antal falska trailers för kommande filmer i samma genre. Även om det filmades i modern tid så skall Grindhouse verka i stil med b-filmer från 70-talet. Även om filmerna sitter ihop som Grindhouse så släpptes de även i separerade utgåvor. I Sverige hade Death Proof premiär 1 juni medan Planet Terror hade premiär 3 augusti. Grindhouse spelades in i Austin, Texas och Georgetown, Texas och hade amerikansk biopremiär den 6 april 2007.

## Namnet
Namnet Grindhouse kommer från en filmgenre, populär under 70-talet på amerikanska drive in-biografer och lågprisbiografer. Filmerna är ofta lågbudget, och hela idén bygger på att filmerna ska vara överdrivna och visa så mycket våld, sex och splatter som går att passa in i ett manus som inte alltid behöver hänga ihop eller vara logiskt. Ofta visades flera filmer i rad med bara lite reklam mellan, och besökare kom och gick under visningen. Biograferna var inte ursprungligen byggda för att bli grindhousebiografer, utan det var ett stadium i ett allmänt förfall under en tid när biobesöken minskade i städerna.

## Planet Terror
Planet Terror regisserades av Robert Rodriguez. Den handlar om en grupp människor som försöker att överleva ett våldsamt angrepp av zombie-liknande varelser.

## Death Proof
Death Proof regisserades av Quentin Tarantino. Den handlar om en psykopatisk stuntman som förföljer unga kvinnor innan han mördar dem med sin stunt-bil. Han har satt i system att ta med kvinnorna i det oskyddade passagerarsätet och sen orsaka en kraftig olycka. Själv sitter han säkert fastspänd i en skyddsbur.

## Fejkade trailers

### Machete
Filmen Machete handlar om en mexikansk daglönare, kallad Machete, (Danny Trejo) som får i uppdrag av en mystisk man (Jeff Fahey) att mörda en senator men blir förrådd och skjuten. Han ger sig sedan ut med sin bror (Cheech Marin) på en blodig hämndturné. Trailern regisserades av Robert Rodriguez som senare gjorde långfilm av den.

### Werewolf Women of the SS
Den tokige SS-kommendanten Franz Hess (Udo Kier), den galne vetenskapsmannen Heinrich von Strasser (Bill Moseley) och psykopaten Eva Krupp (Sheri Moon Zombie) försöker med doktor Fu-Manchus (Nicolas Cage) hjälp skapa en armé av varulvskvinnor. Trailern regisserades av Rob Zombie.

### Don't
Trailern regisserades av Edgar Wright och är en parodi på europeiska skräckfilmer och den ofta aggressiva marknadsföringen av sådana filmer där man ofta försökte dölja filmens ursprung. I trailern medverkar Mark Gatiss som Roddy McDowell, Nick Frost som Lille Arthur, Simon Pegg som en kannibal, Michael Smiley som en antastande galning och MyAnna Buring, Peter Serafinowicz, Daisy Haggard och Lucy Punch medverkar som offer. Will Arnett är berättarröst. 

### Thanksgiving
Trailern regisserades av Eli Roth och en parodi på slasherfilmer centrerade kring högtider. Roth gjorde en långfilmsversion 2023.

### Hobo with a Shotgun
Hobo with a shotgun, ungefär "luffare med hagelbössa", handlar om en hemlös vagabond som samlar ihop pengar för att köpa en gräsklippare och bli trädgårdsmästare men får en knäpp och köper ett pumphagelgevär och börjar skjuta diverse skurkar; bland annat korrupta poliser och en pedofil jultomte. Trailern regisserades av Jason Eisener som senare gjorde långfilm av trailern med Rutger Hauer som luffaren.

## Om filmen
Många av dem som medverkar har tidigare arbetat med båda regissörerna. Marley Shelton provspelade för Faculty men blev inte utvald av Rodriguez. Däremot fick hon en roll i Sin City. Bruce Willis hade medverkat i Tarantinos Pulp Fiction och Rodriguezs Sin City. Tom Savini hade medverkat i From Dusk Till Dawn, skriven av Tarantino och regisserad av Rodriguez. Michael Parks spelade återigen Earl McGraw i Planet Terror och Death Proof, En roll som först uppkom i From Dusk Till Dawn. Michaels son, James Parks, medverkar i Death Proof som Edgar McGraw, en roll som först uppkom i From Dusk Till Dawn 2. Första gången som Michael och James medverkade tillsammans var i Tarantinos Kill Bill.
Tarantino agerade för första gången som fotograf inför Death Proof. Rodriguez brukar nästan alltid vara fotograf för sina egna filmer.
Budgeten på Grindhouse var på $53 miljoner men den tjänade ung. $25,5 miljoner.